# Bolitochara lucida
Bolitochara lucida är en skalbaggsart som först beskrevs av Johann Ludwig Christian Gravenhorst 1802.  Bolitochara lucida ingår i släktet Bolitochara, och familjen kortvingar. Enligt den svenska rödlistan är arten sårbar i Sverige. Arten förekommer i Götaland. Artens livsmiljö är skogslandskap, jordbrukslandskap.